# Liga Brasileira de Futebol Americano
A Liga Brasileira de Futebol Americano (LBFA) foi criada a partir dos oito times que jogaram o Torneio Touchdown 2009. A LBFA veio com a proposta de fazer um campeonato nacional com os mesmos moldes da NFL: Conferências, Wildcards e a final em jogo único, chamado de Brasil Bowl. Ela durou somente duas temporadas (2010 e 2011), sendo que, a partir de 2012, ela se dissolveu para que o futebol americano no país fosse regido exclusivamente pela Associação de Futebol Americano do Brasil (AFAB), atual Confederação Brasileira de Futebol Americano (CBFA).

## Participantes
| 2010 | 2011 |
| --- | --- |
| Coritiba Crocodiles Curitiba Brown Spiders Foz do Iguaçu Black Sharks Brusque Admirals Corinthians Steamrollers Cuiabá Arsenal Joinville Gladiators Minas Locomotiva Porto Alegre Pumpkins Fluminense Imperadores São Paulo Storm Sorocaba Vipers Timbó Rhinos Tubarões do Cerrado | Coritiba Crocodiles Curitiba Brown Spiders Foz do Iguaçu Black Sharks São José Istepôs Joinville Gladiators Minas Locomotiva Porto Alegre Pumpkins Santa Cruz do Sul Chacais Fluminense Imperadores São Paulo Storm São Paulo Spartans Cuiabá Arsenal |

## Edições
| Ano           | Classificação Final    | Classificação Final | Classificação Final    | Classificação Final  | Classificação Final     |
| Ano           | Campeão                | Vice-campeão        | Terceiro Colocado      | Quarto Colocado      | Número de Participantes |
| ------------- | ---------------------- | ------------------- | ---------------------- | -------------------- | ----------------------- |
| 2010 Detalhes | Cuiabá Arsenal         | Coritiba Crocodiles | Fluminense Imperadores | Joinville Gladiators | 14                      |
| 2011 Detalhes | Fluminense Imperadores | Coritiba Crocodiles | Cuiabá Arsenal         | Joinville Gladiators | 12                      |